# Elecciones municipales de Tumbes de 2022
Las elecciones municipales de Tumbes de 2022 se llevaron a cabo el 2 de octubre de 2022 para elegir al alcalde y al Concejo Provincial de Tumbes para el periodo 2023-2026. La elección se celebró simultáneamente con elecciones regionales y municipales (provinciales y distritales) en todo el Perú.

## Sistema electoral
La Municipalidad Provincial de Tumbes es el órgano administrativo y de gobierno de la provincia de Tumbes. Está compuesta por el alcalde y el Concejo Provincial.
La votación del alcalde y el concejo se realiza en base al sufragio universal, que comprende a todos los ciudadanos nacionales mayores de dieciocho años, empadronados y residentes en la provincia de Tumbes y en pleno goce de sus derechos políticos, así como a los ciudadanos no nacionales residentes y empadronados en la provincia de Tumbes. No hay reelección inmediata de alcaldes.
El Concejo Provincial de Tumbes está compuesto por 11 regidores elegidos por sufragio directo para un período de cuatro (4) años, en forma conjunta con la elección del alcalde (quien lo preside). La votación es por lista cerrada y bloqueada. Se asigna a la lista ganadora los escaños según el método d'Hondt o la mitad más uno, lo que más le favorezca.

## Composición del Concejo Provincial de Tumbes
La siguiente tabla muestra la composición del Concejo Provincial de Tumbes antes de las elecciones.
| Partidos | Partidos                                                | Regidores |
| -------- | ------------------------------------------------------- | --------- |
|          | Renovación Tumbesina                                    | 7         |
|          | Unión por el Perú                                       | 2         |
|          | Alianza para el Progreso                                | 1         |
|          | Reconstrucción con Obras Más Obras para un Tumbes Bello | 1         |

## Elecciones internas
Los partidos políticos realizaron la convocatoria a elecciones internas (15–22 de enero de 2022) para definir a los candidatos de sus organizaciones en listas cerradas y bloqueadas. Se sometieron a elección las candidaturas a:
- Alcaldía Provincial de Tumbes (1 candidatura).
- Concejo Provincial de Tumbes (11 candidaturas).
- Alcaldías distritales de Tumbes (5 candidaturas).
- Concejos distritales de Tumbes (25 candidaturas).

Existen dos modalidades para la organización de las elecciones internas:
- Modalidad de elección directa: con voto universal, libre, voluntario, igual, directo y secreto de los afiliados. Fue la modalidad utilizada por Somos Perú,[5] Unidad, Experiencia y Trabajo con Ética,[6] el Partido Morado[7] y Partido Patriótico del Perú.[6] Las elecciones se realizaron el 15 de mayo de 2022.

- Modalidad de delegados: a través de delegados previamente elegidos mediante voto universal, libre, voluntario, igual, directo y secreto de los afiliados. Fue la modalidad utilizada por Renovación Tumbesina,[6] Fuerza Popular,[8] Juntos por el Perú[9] y Movimiento de Inclusión Regional.[6] Las elecciones se realizaron el 22 de mayo de 2022.

## Partidos y candidatos
A continuación se muestra una lista de los principales partidos y alianzas electorales que participan en las elecciones:
| Candidatura | Candidatura | Partidos y alianzas                                     | Candidatos | Candidatos                | Ideología                                               | Resultado previo | Resultado previo | Ref. |
| Candidatura | Candidatura | Partidos y alianzas                                     | Candidatos | Candidatos                | Ideología                                               | Votos (%)        | Reg.             | Ref. |
| ----------- | ----------- | ------------------------------------------------------- | ---------- | ------------------------- | ------------------------------------------------------- | ---------------- | ---------------- | ---- |
|             | RT          | Lista - Renovación Tumbesina (RT)                       |            | José Gálvez Herrera       | Regionalismo tumbesino                                  | 29.30%           | 7                |      |
|             | SP          | Lista - Somos Perú (SP)                                 |            | Víctor Aponte Valladolid  | Democracia cristiana Conservadurismo social             | 7.05%            | 0                |      |
|             | FP          | Lista - Fuerza Popular (FP)                             |            | Enrique Vizcarra Tinedo   | Fujimorismo Conservadurismo social Populismo de derecha | 4.85%            | 0                |      |
|             | JP          | Lista - Juntos por el Perú (JP)                         |            | Luis Pazos Terranova      | Socialismo democrático Progresismo                      | 2.33%            | 0                |      |
|             | PM          | Lista - Partido Morado (PM)                             |            | José Maza Balladares      | Centrismo Republicanismo Progresismo                    | Nuevo            | Nuevo            |      |
|             | PPP         | Lista - Partido Patriótico del Perú (PPP)               |            | Mardonio Terranova Zárate | Nacionalpopulismo Antiglobalismo Nativismo              | Nuevo            | Nuevo            |      |
|             | MIRE        | Lista - Movimiento de Inclusión Regional (MIRE)         |            | Hildebrando Antón Navarro | Regionalismo tumbesino                                  | Nuevo            | Nuevo            |      |
|             | ÚNETE       | Lista - Unidad, Experiencia y Trabajo con Ética (ÚNETE) |            | Eddie de Lama Villar      | Regionalismo tumbesino                                  | Nuevo            | Nuevo            |      |

## Sondeos de opinión
Las siguientes tablas enumeran las estimaciones de la intención de voto en orden cronológico inverso, mostrando las más recientes primero y utilizando las fechas en las que se realizó el trabajo de campo de la encuesta. Cuando se desconocen las fechas del trabajo de campo, se proporciona la fecha de publicación.
Leyenda:
     Sondeo realizado en el periodo de prohibición legal de la difusión de sondeos de intención de voto.

### Intención de voto
La siguiente tabla enumera las estimaciones ponderadas (sin incluir votos en blanco y nulos) de la intención de voto.
|                                |                   |     |      |      |      |      |      |      |      |  |  |
| Elecciones municipales de 2022 | 2 oct 2022        | —   | 37.3 | 15.8 | 15.0 | 10.9 | 6.4  | 6.3  | 21.5 |  |  |
|                                |                   |     |      |      |      |      |      |      |      |  |  |
| Ipsos Perú/América             | 2 oct 2022        | ?   | 36.7 | 14.5 | 17.3 | 10.3 | –    | –    | 22.2 |  |  |
| Ipsos Perú/América             | 2 oct 2022        | ?   | 31.0 | 14.5 | 24.1 | 10.1 | 8.0  | –    | 6.9  |  |  |
| Klambp                         | 5–8 sep 2022      | 130 | 50.7 | 18.9 | 3.8  | 7.6  | –    | 7.6  | 31.8 |  |  |
| Decide Tú                      | 23–25 ago 2022    | ?   | 23.2 | 22.3 | 4.4  | –    | 14.6 | 12.3 | 0.9  |  |  |
| Klambp                         | 26 jul–1 ago 2022 | 80  | 26.2 | 3.3  | 5.0  | 6.6  | 6.6  | 13.1 | 13.1 |  |  |
| Klambp                         | 30 jun–6 jul 2022 | 50  | 21.1 | –    | 7.9  | –    | 5.3  | 18.4 | 2.7  |  |  |
| Klambp                         | 5–14 jun 2022     | 60  | 16.3 | –    | 7.0  | 2.4  | 4.6  | 11.6 | 4.7  |  |  |

### Preferencias de voto
La siguiente tabla enumera las preferencias de voto en bruto (incluyendo blancos, viciados y sin respuesta) y no ponderadas.
| Encuestadora/Medio             | Fecha             | Muestra | Hildebr. Antón | José Gálvez | Enrique Vizcarra | Víctor Aponte | Mardonio Terranova | Eddie de Lama | B/V  | NS/NO | Dif. |  |  |  |
| ------------------------------ | ----------------- | ------- | -------------- | ----------- | ---------------- | ------------- | ------------------ | ------------- | ---- | ----- | ---- |  |  |  |
| Encuestadora/Medio             | Fecha             | Muestra |                |             |                  |               |                    |               |      |       |      |  |  |  |
| Elecciones municipales de 2022 | 2 oct 2022        | —       | 26.9           | 11.4        | 10.7             | 7.9           | 4.6                | 4.5           | 27.9 | –     | 15.5 |  |  |  |
|                                |                   |         |                |             |                  |               |                    |               |      |       |      |  |  |  |
| Klambp                         | 5–8 sep 2022      | 130     | 30.8           | 11.5        | 2.3              | 4.6           | –                  | 4.6           | –    | 39.2  | 19.3 |  |  |  |
| Decide Tú                      | 23–25 ago 2022    | ?       | 16.2           | 15.6        | 3.1              | –             | 10.2               | 8.6           | –    | 30.2  | 3.3  |  |  |  |
| Klambp                         | 26 jul–1 ago 2022 | 80      | 20.0           | 2.5         | 3.8              | 5.0           | 5.0                | 10.0          | –    | 23.8  | 10.0 |  |  |  |
| Klambp                         | 30 jun–6 jul 2022 | 50      | 16.0           | –           | 6.0              | –             | 4.0                | 14.0          | –    | 24.0  | 2.0  |  |  |  |
| Klambp                         | 5–14 jun 2022     | 60      | 11.7           | –           | 5.0              | 1.7           | 3.3                | 8.3           | –    | 28.3  | 3.4  |  |  |  |

## Resultados

### Sumario general
|                        |                                                 |              |              |              |           |           |
| Partidos y coaliciones | Partidos y coaliciones                          | Voto popular | Voto popular | Voto popular | Regidores | Regidores |
| Partidos y coaliciones | Partidos y coaliciones                          | Votos        | %            | +/−          | Total     | +/−       |
|                        | Movimiento de Inclusión Regional (MIRE)         | 25,562       | 37.30        | Nuevo        | 7         | +7        |
|                        | Renovación Tumbesina (RT)                       | 10,832       | 15.80        | –13.50       | 2         | –5        |
|                        | Fuerza Popular (FP)                             | 10,136       | 14.79        | +9.94        | 1         | +1        |
|                        | Somos Perú (SP)                                 | 7,475        | 10.91        | +3.86        | 1         | +1        |
|                        | Partido Patriótico del Perú (PPP)               | 4,356        | 6.36         | Nuevo        | 0         | ±0        |
|                        | Unidad, Experiencia y Trabajo con Ética (ÚNETE) | 4,286        | 6.25         | Nuevo        | 0         | ±0        |
|                        | Juntos por el Perú (JP)                         | 3,438        | 5.02         | +2.69        | 0         | ±0        |
|                        | Partido Morado (PM)                             | 2,453        | 3.58         | Nuevo        | 0         | ±0        |
|                        |                                                 |              |              |              |           |           |
| Total                  | Total                                           | 68,538       |              |              | 11        | ±0        |
|                        |                                                 |              |              |              |           |           |
| Votos válidos          | Votos válidos                                   | 68,538       | 72.08        | –5.80        |           |           |
| Votos en blanco        | Votos en blanco                                 | 13,760       | 14.47        | +3.77        |           |           |
| Votos nulos            | Votos nulos                                     | 12,782       | 13.44        | +2.02        |           |           |
| Votos emitidos         | Votos emitidos                                  | 95,080       | 79.68        | –1.70        |           |           |
| Abstenciones           | Abstenciones                                    | 24,245       | 20.32        | +1.70        |           |           |
| Votantes registrados   | Votantes registrados                            | 119,325      |              |              |           |           |
|                        |                                                 |              |              |              |           |           |
| Fuente:                |                                                 |              |              |              |           |           |

### Concejo Provincial de Tumbes
| Cargo                         | Autoridad electa             | Partido político | Partido político                 |
| ----------------------------- | ---------------------------- | ---------------- | -------------------------------- |
| Alcalde Provincial de Tumbes  | Hildebrando Antón Navarro    |                  | Movimiento de Inclusión Regional |
| Regidora Provincial de Tumbes | Rosita Yovera Morales        |                  | Movimiento de Inclusión Regional |
| Regidor Provincial de Tumbes  | Aníbal García Romero         |                  | Movimiento de Inclusión Regional |
| Regidora Provincial de Tumbes | Astri Landaveri Zevallos     |                  | Movimiento de Inclusión Regional |
| Regidor Provincial de Tumbes  | Dany Cruz Pérez              |                  | Movimiento de Inclusión Regional |
| Regidora Provincial de Tumbes | Rosemarie Antón Herrera      |                  | Movimiento de Inclusión Regional |
| Regidora Provincial de Tumbes | Roxette Gonzales Saldarriaga |                  | Movimiento de Inclusión Regional |
| Regidor Provincial de Tumbes  | Edinson Barrionuevo Crisanto |                  | Movimiento de Inclusión Regional |
| Regidor Provincial de Tumbes  | Marco Gandarillas López      |                  | Renovación Tumbesina             |
| Regidora Provincial de Tumbes | Cinthia Romero Peña          |                  | Renovación Tumbesina             |
| Regidora Provincial de Tumbes | Karina Becerra Ortiz         |                  | Fuerza Popular                   |
| Regidora Provincial de Tumbes | Ana Gonzalez Aponte          |                  | Somos Perú                       |

## Elecciones municipales distritales

### Sumario general
| Partidos y coaliciones                                                                               | Partidos y coaliciones                               | Voto popular | Voto popular | Voto popular | Alcaldías | Alcaldías |
| Partidos y coaliciones                                                                               | Partidos y coaliciones                               | Votos        | %            | +/−          | Total     | +/−       |
| --- | ---------------------------------------------------- | ------------ | ------------ | ------------ | --------- | --------- |
| | Movimiento de Inclusión Regional (MIRE)              | 8,929        | 30.39        | Nuevo        | 2         | +2        |
| | Alianza para el Progreso (APP)                       | 5,742        | 19.54        | –1.85        | 1         | ±0        |
| | Podemos Perú (PP)                                    | 3,686        | 12.54        | +11.59       | 1         | +1        |
| | Movimiento Político Regional Dignidad Tumbesina (DT) | 3,507        | 11.93        | Nuevo        | 0         | ±0        |
| | Somos Perú (SP)                                      | 2,367        | 8.06         | –1.59        | 0         | –2        |
| | Renovación Tumbesina (RT)                            | 2,296        | 7.81         | –8.47        | 1         | ±0        |
| | Unidad, Experiencia y Trabajo con Ética (ÚNETE)      | 1,740        | 5.92         | Nuevo        | 0         | ±0        |
| | Frente de la Esperanza (FE)                          | 393          | 1.34         | Nuevo        | 0         | ±0        |
| | Fuerza Popular (FP)                                  | 350          | 1.19         | –3.44        | 0         | ±0        |
| | Partido Morado (PM)                                  | 186          | 0.63         | Nuevo        | 0         | ±0        |
| | Avanza País (AvP)                                    | 116          | 0.39         | –6.66        | 0         | ±0        |
| | Renovación Popular (RP)1                             | 73           | 0.25         | –8.68        | 0         | ±0        |
| |                                                      |              |              |              |           |           |
| Total                                                                                                | Total                                                | 29,385       |              |              | 5         | ±0        |
| |                                                      |              |              |              |           |           |
| Votos válidos                                                                                        | Votos válidos                                        | 29,385       | 84.56        | +0.09        |           |           |
| Votos en blanco                                                                                      | Votos en blanco                                      | 2,855        | 8.22         | +0.50        |           |           |
| Votos nulos                                                                                          | Votos nulos                                          | 2,510        | 7.22         | –0.59        |           |           |
| Votos emitidos                                                                                       | Votos emitidos                                       | 34,750       | 84.17        | –2.04        |           |           |
| Abstenciones                                                                                         | Abstenciones                                         | 6,534        | 15.83        | +2.04        |           |           |
| Votantes registrados                                                                                 | Votantes registrados                                 | 41,284       |              |              |           |           |
| |                                                      |              |              |              |           |           |
| Fuente:                                                                                              |                                                      |              |              |              |           |           |
| Notas al pie: 1 Comparado con los resultados de Solidaridad Nacional (SN) en las elecciones de 2018. |                                                      |              |              |              |           |           |
| Notas al pie:                                                                                        |                                                      |              |              |              |           |           |
| 1 Comparado con los resultados de Solidaridad Nacional (SN) en las elecciones de 2018.               |                                                      |              |              |              |           |           |

### Resultados por distrito
La siguiente tabla enumera el control de los distritos de la provincia de Tumbes. El cambio de mando de una organización política se resalta del color de ese partido.
| Distrito              | Alcalde(sa) titular    | Partido político | Partido político         | Alcalde(sa) electo(a)   | Partido político | Partido político                 |
| --------------------- | ---------------------- | ---------------- | ------------------------ | ----------------------- | ---------------- | -------------------------------- |
| Corrales              | Hugo Pérez Dios        |                  | Renovación Tumbesina     | Jorge Ordinola Ynfante  |                  | Podemos Perú                     |
| La Cruz               | Segundo Chávez Cruzado |                  | FAENA                    | Roberto Carrillo Zavala |                  | Renovación Tumbesina             |
| Pampas de Hospital    | Samuel Pacheco Marchan |                  | Somos Perú               | Fredy Rosales Reto      |                  | Alianza para el Progreso         |
| San Jacinto           | César Feijoo Carrillo  |                  | Alianza para el Progreso | Rosendo Lavalle Oviedo  |                  | Movimiento de Inclusión Regional |
| San Juan de la Virgen | Ruby Villanueva Dioses |                  | Somos Perú               | Fernando Cedillo Roque  |                  | Movimiento de Inclusión Regional |